# A.C.T
Pour les articles homonymes, voir ACT.
A.C.T est un groupe suédois de rock progressif, originaire de Malmö. À l'origine formé en 1995 sous le nom de Fairyland, le groupe change pour A.C.T. Il est actuellement formé par Herman Saming (chant), Ola Andersson (guitare), Peter Asp (basse), Jerry Sahlin (clavier) et Thomas Lejon (batterie).

## Biographie
Initialement avec Ola Andersson aux guitares, Tomas Erlandsson à la batterie, Jens Appelgren au chant et Jerry Sahlin aux claviers et percussions, Fairyland débute à l'école de musique de Malmö. Après divers changement de membres, Fairlyland change son nom en A.C.T en 1995. En 1996, A.C.T apparait pour la première fois devant le public lors de la finale d'un concours de musique en Suède, concours que le groupe n'a pas gagné. En 1997, une nouvelle démo est enregistrée et le groupe tourne intensément en Suède et enregistrant leur premier album Today’s Report, sorti en 1999. Après la sortie de l'album, A.C.T effectue une tournée scandinave avec le groupe de rock progressif Saga. 
En 2001, le deuxième album Imaginary Friends est enregistré et le groupe engagea Graham Collins comme manager, après que le groupe fait une tournée européenne en première partie de Fish. En 2003, le troisième album d'A.C.T, Last Epic, sort dans les bacs, et le groupe part en tournée avec Saga, puis avec l'ancien chanteur de Genesis Ray Wilson. En 2006, A.C.T signe avec le label InsideOut et revient avec l'album Silence. InsideOut rééditera les trois premiers en édition spéciales avec des chansons bonus et un livret amélioré. 
Le dernier album du groupe, Circus Pandemonium, est sorti le 19 février 2014 au Japon, et le 5 mars 2014 en Europe, et aux États-Unis.
En 2016, le groupe sort son premier DVD live Trifles And Pandemonium, enregistré en Suède.
Entre 2019 et 2023 le groupe sort trois mini albums liés entre eux : Rebirth (2019), Heatwave (2021) et Falling (2023). La sortie mondiale du quatrième et dernier album, Eternal Winter, clôturant ainsi le concept décliné est annoncée par le groupe pour le 8 août 2025.

## Discographie

### Albums studio
- 1999 : Today's Report
- 2001 : Imaginary Friends
- 2003 : Last Epic
- 2006 : Silence
- 2014 : Circus Pandemonium
- 2019 : Rebirth
- 2021 : Heatwave
- 2023 : Falling
- 2025 : Eternal Winter

### DVD Live
- 2016 : Trifles And Pandemonium

### Démos
- 1996 : Early Recordings

## Membres

### Membres actuels
- Herman Saming - chant
- Ola Andersson - guitare
- Peter Asp - basse
- Jerry Sahlin - clavier, chant
- Thomas Lejon - batterie

### Anciens membres
- Tomas Erlandsson - batterie
- Jens Appelgren - chant